# ثنائي قبة
في الهندسة الرياضية، ثنائي القبة (بالإنجليزية: bicupola) متعدِّد وجوه يُنشَأ بلصق قبتين القاعدة إلى القاعدة.
لثنائي القبة نوعان وفق التي يُنشَأ بها:
- ثنائي القبة القائم[ا]، وفيها تكون كل قبة صورة معكوسة للأخرى، ويقابل كل وجه مثلث من الأولى وجهٌ مثلث من الثانية، وكل وجهٍ مربَّع من الأولى وجهٌ مربَّع من الثانية.
- ثنائي القبة المبروم[ب]، وفيها تُدوَّم إحدى القبتين بزاوية معينة قبل اللصق، ليقابل كل وجه مثلث من الأولى وجهًا مربعًا من الثانية، وكل وجهٍ مربع من الأولى وجهًا مثلثًا من الثانية.

## الأشكال

### مجموعة ثنائيات القبة القائمة
| زمرة التناظر   | صورة الثنائي | الوصف                                                                                         |
| -------------- | ------------ | --------------------------------------------------------------------------------------------- |
| D3h [2,3] *223 |              | ثنائي قبة مُثلَّثة قائم (J27): 8 مُثلَّثات، 6 مُربَّعات. ثِنويه: اثنا عشري الوجوه شبه المنحرفي المعيني. |
| D4h [2,4] *224 |              | ثنائي قبة مُربَّعة قائم (J28): 8 مُثلَّثات، 10 مُربَّعات.                                              |
| D5h [2,5] *225 |              | ثنائي قبة مُخمَّسة قائم (J30): 10 مُثلَّثات، 10 مُربَّعات، مُخمَّسين.                                     |
| Dnh [2,n] *22n |              | ثنائي قبة نوني قائم: 2n مُثلَّثًا، 2n مستطيلًا، مُضلَّعين نونيين اثنين.                               |

### مجموعة ثنائيات القبة المبرومة
لثنائي القبة المبروم النوني (n) الأضلاع طبولوجيا موشور تخالفي مُقوَّم نوني الأضلاع، وتدوين كونواي له هو aAn.
| زمرة التناظر    | صورة الثنائي | الوصف                                                                                                   |
| --------------- | ------------ | --- |
| D2d [2+,4] 2*2  |              | ثنائي جَمَلون مبروم (J26): 4 مُثلَّثات، 4 مُربَّعات، يُسمَّى أيضًا: ثنائي قبة مُثنَّاة مبروم .                         |
| D3d [2+,6] 2*3  |              | ذو وجوه مكعبي ثماني: 8 مُثلَّثات، 6 مُربَّعات. ثنويه اثنا عشري وجوه معينية، يُسمَّى أيضًا ثنائي قبة مُثلَّثة مبروم . |
| D4d [2+,8] 2*4  |              | ثنائي قبة مُربَّعة مبروم (J29): 8 مثلثات، 10 مُربَّعات. ثنويه: حدئي وجوه مربع مُطال.                           |
| D5d [2+,10] 2*5 |              | ثنائي قبة مُخمَّسة مبروم (J31): 10 مُثلَّثات، 10 مُربَّعات، مُخمَّسين. ثِنويه: حدئي وجوه مُخمَّس مُطال..                 |
| Dnd [2+,2n] 2*n |              | ثنائي قبة نوني مبروم: 2n مُثلَّثًا، 2n مستطيلًا، مُضلَّعين نونيين اثنين.                                        |